# Foresta del Congo
La foresta del Congo è una foresta pluviale di tipo equatoriale che si trova nell'Africa Centrale. Essa occupa gran parte del bacino del Congo ed interessa a 
sei paesi: Gabon, Guinea equatoriale, Camerun, Repubblica Centroafricana, Repubblica del Congo e Repubblica Democratica del Congo (RDC). La foresta ha una superficie di oltre 200 milioni di ettari e ospita circa 10.000 specie di piante tropicali di cui il 30% sono unici nella regione, ed un gran numero di animali in via di estinzione, tra cui l'elefante della foresta, scimpanzé, bonobo e gorilla di pianura e di montagna. In questa area o nelle immediate vicinanze vivono circa 60 milioni di persone che traggono sostentamento dalla foresta. In essa abitano popolazioni indigene appartenenti a decine di gruppi etnici di cui i più numerosi sono i vari gruppi dei Pigmei (Aka, Baka, Bambuti, Efe). La foresta ha inoltre una grande importanza per il mantenimento del clima. Si calcola che essa mantenga fra il 10 e 20% di carbonio del pianeta.

## Geografia
L'Africa centrale è coperta da oltre 268 milioni di ettari di foreste (sia umide che secche) che costituiscono la seconda più grande foresta tropicale dopo quella dell'Amazzonia. Le foreste umide si estendono per un'ampia fetta di territorio che va dal Golfo di Guinea sull'oceano Atlantico ad ovest, fino alla faglia albertina nella regione dei grandi laghi ad est, per una superficie di circa 186 milioni di ettari. Le foreste congolesi coprono il sud-est del Camerun, la Guinea equatoriale, il Gabon orientale, la zona settentrionale e centrale della Repubblica del Congo, la zona settentrionale e centrale della Repubblica democratica del Congo e una parte meridionale e sud-occidentale della Repubblica Centrafricana. Circa i due terzi di questa foresta si trova nella RDC.

### Ecoregioni

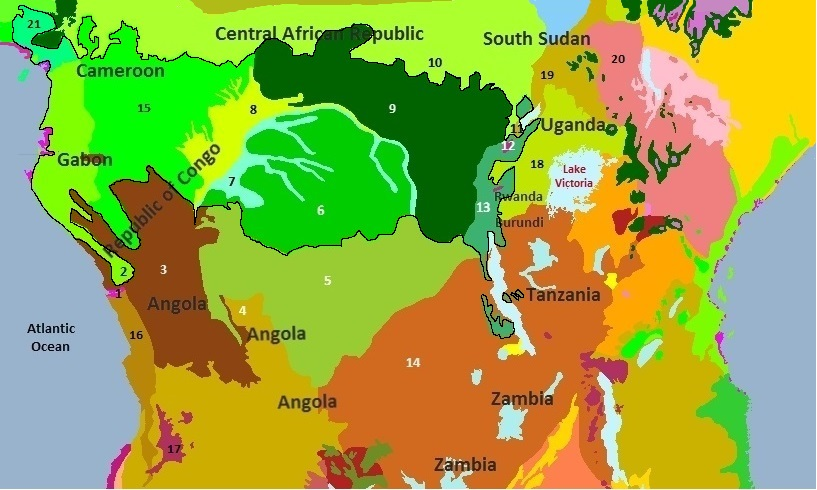
La foresta del Congo (bordata in nero) e le ecoregioni dell'Africa centrale che la compongono

Secondo la classificazione del WWF la foresta congolese è composta dalle seguenti ecoregioni:
- [21] foreste costiere di Cross-Sanaga-Bioko - (AT0107);
- [ 2] foreste costiere equatoriali atlantiche - (AT0102);
- [15] foreste di pianura del Congo nord-occidentale - (AT0126);
- [ 8] foreste palustri del Congo occidentale (AT0129);
- [ 7] foreste palustri del Congo orientale - (AT0110)
- [ 9] foreste di pianura del Congo nord-orientale - (AT0124);
- [ 6] foreste di pianura del Congo centrale - (AT0104);
- [13] foreste montane della faglia albertina - (AT0101).

Tutte le ecoregioni suddette fanno parte della lista Global 200 contenente le ecoregioni con la più elevata caratterizzazione di biodiversità del pianeta.

### Biodiversità
La foresta del Congo presenta un elevato grado di biodiversità: vi si trovano alcune migliaia di specie animali, di cui oltre 400 specie di mammiferi, 1.000 specie di uccelli e circa 700 specie di pesci. Anche nel mondo vegetale si ha una grande diversificazione con oltre 10.000 specie di piante tropicali e 600 specie di alberi. Molte specie vegetali ed animali sono endemici della regione e vi sono molte fra le specie in via di estinzione o seriamente danneggiate.

### Stato di conservazione
Lo stato di conservazione della regione è diverso nelle singole ecoregioni. Vi sono alcune regioni sostanzialmente intatte, altre con un moderato livello di criticità ed alcune decisamente in condizioni critiche.
- Le regioni più interne della foresta, dove è anche minore l'insediamento umano, conservano ancora il loro aspetto originario, anche se in prospettiva la costruzione di strade e infrastrutture per lo sfruttamento del legname potranno costituire una minaccia. Rientrano in questa categoria le:
  - foreste palustri del Congo occidentale
  - foreste palustri del Congo orientale
  - foreste di pianura del Congo centrale
- Le aree dove è maggiore l'insediamento umano e quindi si sviluppa l'agricoltura ed il commercio di carne e legname e delle relative infrastrutture, sono considerate vulnerabili. È questo il caso delle foreste costiere del Congo. Un'altra area vulnerabile è quella delle foreste di pianura del Congo nord-occidentale. Qui l'insediamento umano è scarso ma la maggior parte della regione è stata assegnata a concessioni forestali per il taglio del legname. Questo, oltre al danno diretto dovuto al taglio di grandi alberi, produce un pericolo indiretto derivante dalla caccia degli animali selvatici. È infatti evidente che la presenza in queste aree di gruppi numerosi di persone nei campi di disboscamento, strade di accesso e mezzi di trasporto, costituiscono un notevole incentivo per il commercio di carne degli animali selvatici.[6] Anche l'area delle foreste di pianura del Congo nord-orientale è considerata vulnerabile. Una vasta area di foresta di questa regione, conosciuta anche come "foresta dell'Ituri", è stata teatro di una aspra guerra tribale fra le etnie dei Lendu (agricoltori) e degli Hema (pastori) che si è combattuta fra il 1999 ed il 2003, anche se il conflitto è continuato successivamente, sia pure in tono minore, fino al 2015.[7] La guerra ha impedito pertanto un adeguato controllo del territorio, fatto quindi oggetto di bracconaggio e di taglio abusivo di legname. Inoltre la gestione di fenomeni migratori dovuti a persone che fuggivano dai territori di guerra, ha comportato l'eliminazione di grandi aree di foresta da utilizzare per l'agricoltura di sussistenza.
- Un'area decisamente in pericolo è quella che si trova all'estremo orientale della foresta del Congo, costituita dalla regione delle foreste montane della faglia albertina. Ques'area, pur essendo una delle più interessanti e ricche di biodiversità di tutta l'Africa, e pur avendo al suo interno delle importanti aree protette quali il Parco nazionale di Virunga, il Parco nazionale dei Monti Rwenzori ed il Parco Nazionale dei Vulcani, è seriamente compromessa. Le ragioni di questa situazione sono molteplici. In primo luogo occorre notare che in gran parte della regione, e in particolare in Burundi e in Ruanda, la densità di popolazione umana rurale è tra i più alti di tutta l'Africa e questo pone una notevole pressione sia sulle risorse vegetali (raccolta di legna per ardere e disbioscamento per agricoltura) sia su quelle animali (caccia). Inoltre questa regione è stata oggetto di alcune violente e lunghe guerre, quali la seconda guerra del Congo e la guerra del Kivu durante le quali ci sono stati ripetuti episodi di bracconaggio che hanno decimato la popolazione di elefanti africani nel parco di Virunga.

## Popoli

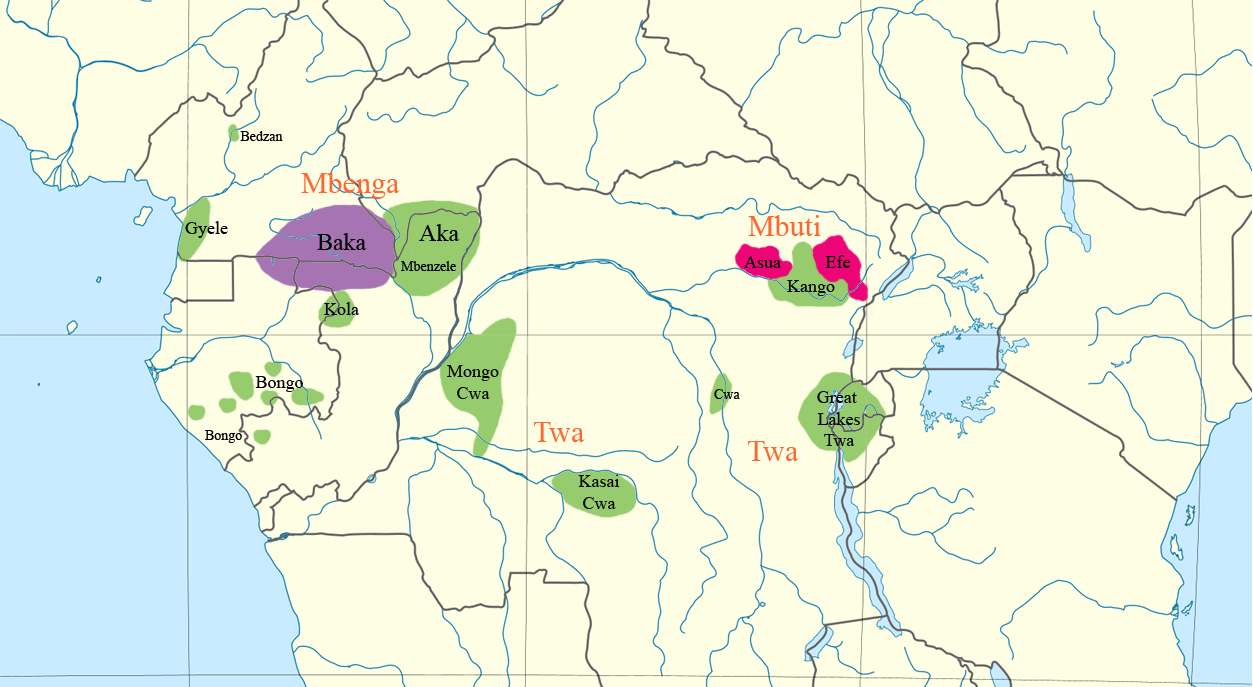
Distribuzione dei principali gruppi Pigmei nel Bacino del Congo

La foresta del Congo è stata abitata da diverse decine di migliaia di anni da popolazioni che hanno tratto dalla foresta tutto quello che occorreva loro per vivere. I più antichi rappresentanti di queste popolazioni sono i Pigmei che possono essere considerati il più grande e diversificato gruppo di cacciatori-raccoglitori attivi che rimane al mondo. Nel bacino del Congo vivono tra i 250.000 ed i 350.000 pigmei suddivisi fra circa 15 differenti gruppi linguistici. I principali gruppi sono:
- Baka, nel Camerun meridionale e Gabon settentrionale;
- Aka, nella Repubblica Centroafricana e Repubblica del Congo;
- Mbuti, nella regione dell'Ituri nella Repubblica Democratica del Congo nord-orientale:
- Twa, nella regione dei Grandi Laghi e nel bacino centrale del Congo.